# Mimudea ferrealis
Mimudea ferrealis là một loài bướm đêm trong họ Crambidae.